# Valentine (Arizona)
Valentine es un lugar designado por el censo ubicado en el condado de Mohave en el estado estadounidense de Arizona. En el Censo de 2010 tenía una población de 38 habitantes y una densidad poblacional de 9,2 personas por km².

## Geografía
Valentine se encuentra ubicado en las coordenadas 35°23′19″N 113°39′33″O / 35.38861, -113.65917. Según la Oficina del Censo de los Estados Unidos, Valentine tiene una superficie total de 4.13 km², de la cual 4.13 km² corresponden a tierra firme y (0%) 0 km² es agua.

## Demografía
Según el censo de 2010, había 38 personas residiendo en Valentine. La densidad de población era de 9,2 hab./km². De los 38 habitantes, Valentine estaba compuesto por el 5.26% blancos, el 0% eran afroamericanos, el 92.11% eran amerindios, el 0% eran asiáticos, el 0% eran isleños del Pacífico, el 2.63% eran de otras razas y el 0% pertenecían a dos o más razas. Del total de la población el 5.26% eran hispanos o latinos de cualquier raza.